# Pilophorus diffusus
Pilophorus diffusus är en insektsart som beskrevs av Knight 1968. Pilophorus diffusus ingår i släktet Pilophorus och familjen ängsskinnbaggar. Inga underarter finns listade i Catalogue of Life.